# Тартогай (Шиєлійський район)
Тартога́й (каз. Тартоғай) — село у складі Шиєлійського району Кизилординської області Казахстану. Адміністративний центр Тартогайського сільського округу.
Населення — 1723 особи (2021; 1803 у 2009, 2219 у 1999, 2526 у 1989).